# Paweł Gancarczyk
Paweł Gancarczyk (ur. 21 grudnia 1970, Warszawa) – polski muzykolog, profesor IS PAN, redaktor naczelny kwartalnika muzykologicznego „Muzyka” (od 2016), kierownik Zakładu Muzykologii Instytutu Sztuki PAN (od 2019). W 2020 r. został członkiem europejskiej akademii naukowej Academia Europaea. Zajmuje się historią muzyki późnego średniowiecza i wczesnej nowożytności, kulturą muzyczną Europy Środkowej XV i XVI w., a także kwestiami źródłoznawstwa, kodykologii i wczesnego drukarstwa muzycznego. W latach 2011–2015 był przewodniczącym Sekcji Muzykologów ZKP.

## Prace naukowe
- Musica scripto. Kodeksy menzuralne II połowy XV wieku na wschodzie Europy Łacińskiej, Warszawa 2001,
- Muzyka wobec rewolucji druku. Przemiany w kulturze muzycznej XVI wieku, Toruń 2011 (przeł. na franc. Wojciech Bońkowski jako La Musique et la révolution de l’imprimerie, les mutations de la culture musicale au XVIe siècle, Lyon 2015),
- Petrus Wilhelmi de Grudencz i muzyka Europy Środkowej XV wieku, Warszawa 2021.